# 타이 호지스
타이 호지스(Ty Hodges, 1981년 5월 26일 ~ )는 미국의 배우이다.
워싱턴 D.C.에서 태어났다.

## 영화
- 어 걸 라이크 그레이스 (2015, A Girl Like Grace)
- 찰리, 트레버 앤 어 걸 사바나 (2014년) - 찰리 역
- 비디오 걸 (2011년)
- 머터리얼 걸스 (2006년) - 엣티엔느 역
- 더 첼린지 (2003년)
- 이븐 스티븐슨 무비 (2003년)
- 홀즈 (2003년)